# Pleurotus cornucopiae
La cornucopia blanca u hongo de maguey (Pleurotus cornucopiae) es una especie de hongo comestible del género Pleurotus, es bastante similar a la más conocida especie P. ostreatus, y al igual que esa especie se cultiva y vende en los mercados de América, Europa y China, pero se distingue porque sus branquias son muy decurrentes, formando una red en el tallo.

## Terminología
El nombre de la especie significa «de la cornucopia», el cuerno de la abundancia en la mitología griega. Se refiere a que estos hongos son comestibles y a veces toman una forma similar a un cuerno para beber.
La definición original de esta especie, o basónimo, fue hecha por Jean-Jacques Paulet en 1793 como Dendrosarcos cornucopiae. En un momento en que la mayoría de los hongos branquiales se agruparon en el género Agaricus, Paulet inventó el género Dendrosarcos, luego latinizado a Dendrosarcus, para aquellos que tienen un estípite excéntrico o faltante. De hecho, no se ha encontrado que esos hongos sean un grupo estrechamente relacionado, y hoy el nombre solo tiene un interés histórico, aunque las reglas taxonómicas implican que aún debe registrarse. En 1871, en su Führer in die Pilzkunde («Guía de micología»), Paul Kummer introdujo Pleurotus como un género, pero la asignación de P. cornucopiae fue realizada más tarde en 1910 por Léon Louis Rolland.
También es común el biosinónimo Pleurotus sapidus, así descrito por Schulzer (1873).
El nombre común de este hongo en castellano es cornucopia blanca, oreja blanca, oreja de cazahuate (ya que parasita el árbol cazahuate, nombre que comparte con P. pycnoporus), hongo de maguey (ya que parasita el maguey, nombre que comparte con P. Opuntiae), oreja de izote y oreja de patancán. En inglés se denomina Branched oyster mushroom, «seta de ostra ramificada».

## Descripción
Esta sección se basa en las siguientes referencias.

### General
- El sombrero crece hasta unos 15 cm, con una superficie de color amarillo pálido, parduzco o grisáceo. A lo sumo puede haber rastros muy leves del velo.
- El tallo, siempre presente, puede estar bifurcado y puede variar de excéntrico a bastante central. Cada tallo puede tener hasta unos 11 cm de largo y hasta 2 cm de grosor.
- Las láminas blanquecinas decurren por el tallo y se anastomosan (entrecruzan), convirtiéndose en una red de crestas en la parte inferior.
- El olor fuerte tiene un matiz anisado y también tiene una textura harinosa cuando se corta el hongo. El sabor es suave.[11][10][9]

### Características microscópicas
- La carne puede ser monomítica (como con los hongos frágiles ordinarios) o dimítica, con hifas de paredes gruesas adicionales que le dan a la carne una consistencia más dura, especialmente cuando es más vieja.[9]
- Las esporas de forma elipsoidal bastante alargada miden alrededor de 8-11 µm por 3.5-5.5 µm.
- No hay cistidios.

### Distribución, ecología y hábitat
Este hongo es sapróbico en madera muerta y también puede ser un parásito débil. Ocurren tocones y troncos caídos de roble, haya, olmo y otros árboles de hoja ancha.
Aparece desde la primavera hasta finales del verano, se distribuye en la naturaleza en Norteamérica y Europa, donde según el área es un alimento bastante común o bastante raro.

### Especies similares

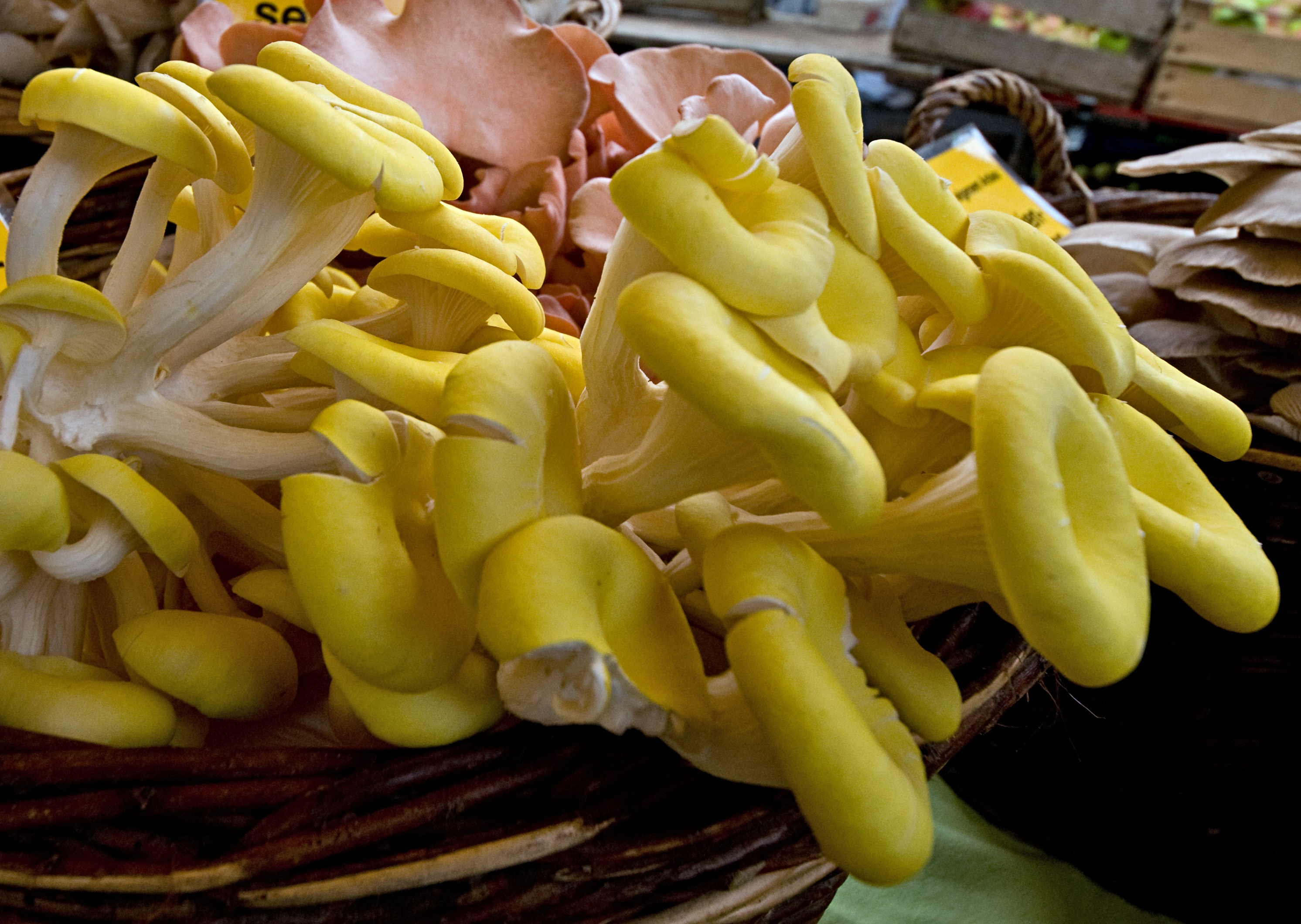
P. citrinopileatus en un mercado alemán

P. cornucopiae es bastante similar al conocido hongo alimenticio Pleurotus ostreatus, que se distingue porque en este último caso, las branquias no son muy decurrentes y el color de la tapa es de pizarra o gris azulado. Otra especie, Pleurotus pulmonarius tiene el sombrero de un color comparable a P. cornucopiae, pero las branquias del estípite son más parecidas a P. ostreatus.
Se relaciona aún más estrechamente con la cornucopia amarilla, Pleurotus citrinopileatus, que es nativo del este de Asia. Las formas se distinguen fácilmente por el color del sombrero, pero a veces se consideran solo variedades de la misma especie, y como consecuencia, la conucopia amarilla se identifica usando el nombre científico más antiguo Pleurotus cornucopiae. Sin embargo, según la referencia micológica Species Fungorum, estas son dos especies separadas.

## Impacto humano
Este hongo es comestible y se cultiva de manera similar a P. ostreatus, aunque de manera menos extensiva. Por ejemplo, un periódico chino evaluó varias variedades comercialmente disponibles de P. cornucopiae e informó que en el área de Shanghái un medio de crecimiento apropiado son los cascos de semillas de algodón y las astillas de madera, con un contenido de agua del 65%. Otro artículo (que en realidad trata la forma de la parte superior amarilla) también sugirió el pasto pasteurizado como un sustrato útil, aunque el rendimiento fue menor que con los cascos de semilla de algodón y la paja.
Es un parásito suave de árboles de hoja ancha.